# Rödebybacken

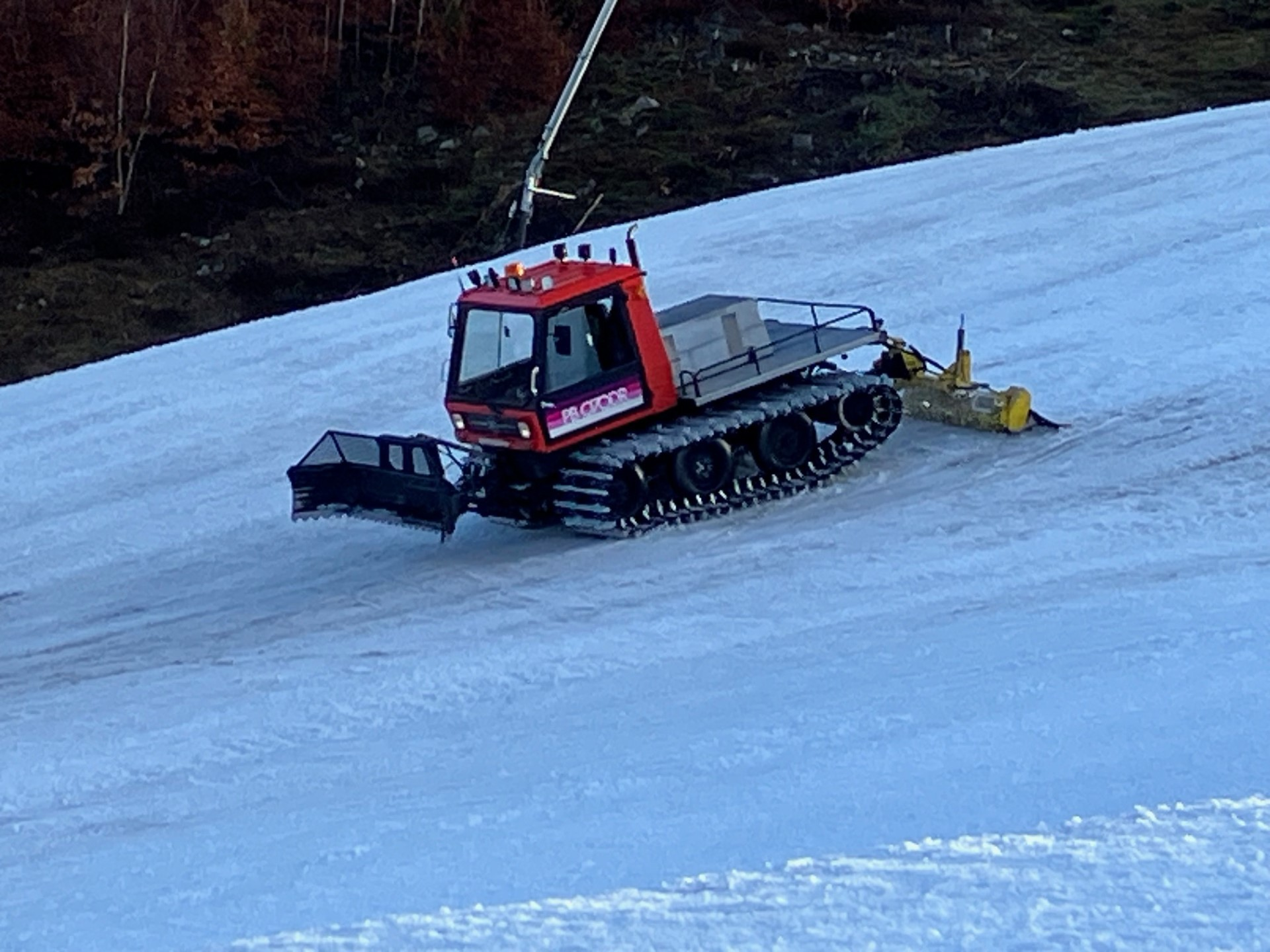
Rödebybackens pistmaskin

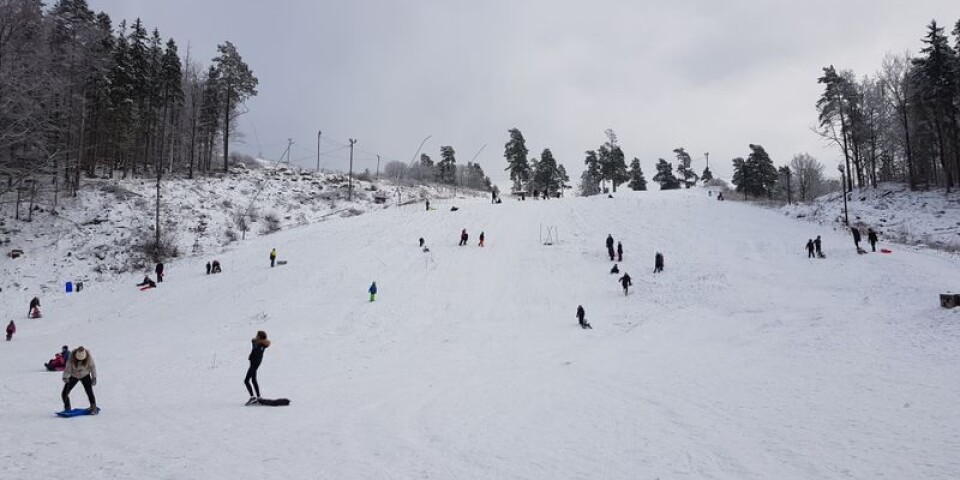
Rödebybacken

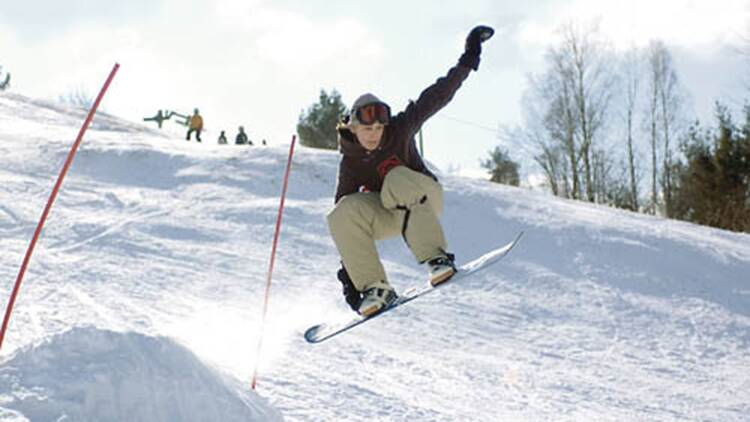
Snowboard i Rödebybacken

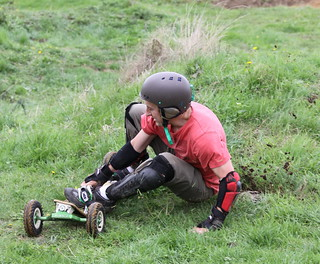
Dirtboard i Rödebybacken

Rödebybacken är en skidbacke belägen i centrala Rödeby ca 10 km norr om Karlskrona i Blekinge län. Backen är 320 meter lång med en fallhöjd på 61 meter och har 2 st liftar upp till toppen. Kapaciteten är ca 900 personer/timme. En av liftarna köptes från Alljungenbacken (som drevs av Friluftsfrämjandet) under 1980-talet när verksamheten upphörde där. Backen är försedd med en snökanonanläggning samt pistmaskin för att ge bästa möjliga åkunderlag. Vintertid används backen för snowboard, slalom, pulka, snowracer och telemarksåkning. Sommartid förekommer mountainbike och dirtboard. Klubbstugan belägen i nedre delen av backen har en servering, samt uthyrning av åkutrustning. Det är Blekinges enda aktiva skidanläggning och drivs av Karlskrona Alpina Klubb som bildades 1982. Den 27 januari 1979 hölls slalomtävlingen "Kalle Anka Cup" i Rödebybacken. Tävlingen arrangerades av OK Dacke. Den 7 juni 2025 arrangerade Rödeby crossklubb för första gången en Hill climb uppför Rödebybacken med motorcyklarna. 